# Enrique I de Mecklemburgo
Enrique I, señor de Mecklemburgo (apodado el peregrino, h. 1230 - 2 de enero de 1302) gobernó Mecklemburgo desde 1264 hasta 1275 y luego a partir de 1299 hasta su muerte.

## Biografía
Era el hijo mayor del señor Juan I. Después de la muerte de su padre, él al principio gobernó conjuntamente con su hermano Alberto I. Después de que Alberto muriera en 1265, Juan gobernó en solitario. Alrededor de 1259 se casó con Anastasia (h. 1245 – 15 de marzo de 1317), la hija del duque Barnim I de Pomerania.
Desde 1266 en adelante, exigió a los judíos en Wismar que pagaran dinero por la protección. En el mismo año, empezó un programa de "donación de pan y vino", en el que 20 iglesias en la zona de Ilow sería proporcionada con la comunión vino y obleas por el ayuntamiento en Wismar. Para muchas iglesias de la zona, este decreto era la primera vez que se las mencionaba en un documento.  En 1270, emprendió una cruzada contra Lituania, que no había sido cristianizada en aquella época.
En 1271, hizo una peregrinación a Tierra Santa. De camino, fue apresado y deportado a El Cairo, donde fue retenido en cautividad por los árabes durante 27 años. En su ausencia, Mecklemburgo fue gobernado por sus hermanos Juan II y Nicolás III, después de una lucha entre sus hermanos y primos sobre la regencia y la tutela de sus hijos. Después de que Juan II muriera en 1283, Nicolás III gobernó en solitario, hasta que Enrique II alcanzara la mayoría de edad en 1290.
Enrique I regresó a Mecklemburgo a través de Morea y Roma en 1298. En 1299, formalmente volvió a asumir el gobierno, aunque probablemente dejó el asunto de la administración en su mayor parte a su hijo Enrique II.
Enrique I murió en 1302 y fue enterrado en la cripta ducal en la catedral de Bad Doberan.

## Descendencia
- Ludgarda (h. 1260-1261 - antes del 14 de diciembre de 1283), esposa de Premislao II de la Gran Polonia.
- Enrique II "el León" (h. 1267 - 1329).
- Juan III (h. 1270 - 1315).